# René Schiermeyer
René Schiermeyer   (Sélestat, 27 de setembre de 1938) és un lluitador francès, ja retirat, que va competir durant les dècades de 1950 i 1960. Combinà la lluita lliure i la lluita grecoromana.
El 1960 va prendre part en els Jocs Olímpics d'Estiu de Roma, on va guanyar la medalla de bronze en la competició del pes wèlter del programa de lluita grecoromana. Quatre anys més tard, als Jocs de Tòquio, quedà eliminat en la quarta ronda de la mateixa competició del pes wèlter. En el seu palmarès també destaquen tres medalles als Jocs del Mediterrani, de plata el 1959 i dues de bronze, el 1959 i 1963. Entre 1959 i 1967 guanyà deu campionats nacionals de lluita lliure i grecoromana.